# Chris Marsden
Christopher "Chris" Marsden (Sheffield, 3 januari 1969) is een Engels voormalig voetballer. Hij speelde als middenvelder, doorgaans als linkshalf. In de Premier League was Marsden actief met Southampton. Hij stopte in 2005 als profvoetballer bij Sheffield Wednesday. 

## Clubcarrière

### Lagere reeksen
Marsden bouwde op een zuinige manier een mooie carrière uit op Engelse velden. In het eerste bedrijf van zijn professionele loopbaan faalde hij in het eerste elftal van Sheffield United (1987–1988). Marsden brak door als middenvelder van Huddersfield Town (1988–1994) in de Football League Second Division, het tweede niveau tot de oprichting van de Premier League in 1992. Vanaf 1994 ging het weer bergaf voor Marsden, met slechts acht optredens in het shirt van Wolverhampton Wanderers. 
Ook bij Notts County, de oudste voetbalclub ter wereld, maakte Marsden weinig indruk. Pas bij Stockport County (1996–1997) zette Marsden zijn carrière terug op de rails. Hij was een basisspeler voor Stockport in de Second Division (derde klasse). Hij werd opgemerkt door Birmingham City, destijds een tweedeklasser (Football League First Division). Marsden ging door op zijn elan en speelde 52 competitiewedstrijden voor de Blues, een club met Premier League-ambities, waarin hij drie maal scoorde.

### Southampton
In 1999 tekende Marsden een contract bij Premier League-club Southampton, waar hij uitgroeide tot vice-aanvoerder achter rechtsback Jason Dodd. Reden was het afscheid van clubicoon Matt Le Tissier in 2002. Marsden speelde bij de Saints op de top van zijn kunnen en haalde met Southampton de FA Cup-finale in 2003. Southampton verloor met 1–0 van het dan almachtige Arsenal. Marsden was aanvoerder van het elftal omdat Jason Dodd geblesseerd was (enkelblessure).

### Vertrek naar Zuid-Korea
In 2004 verliet hij St. Mary's en verhuisde naar het Zuid-Koreaanse Busan IPark. In 2005 stopte hij met profvoetbal bij League One-club Sheffield Wednesday.